# Muhammad Najib ar-Ruba'i
Muhammad Najib ar-Ruba'i, född 14 juli 1904 i Bagdad, död 1965 i Bagdad, var en av ledarna i den irakiska revolutionen 14 juli 1958 och var Iraks första president fram till sin tvingade avgång vid ramadan-revolutionen 8 februari 1963.
Efter att kung Faisal II avsatts i statskuppen 1958 utnämndes Muhammed Najib al-Rubai till Iraks nya statschef. Rollen var mest en ceremoniell roll medan premiärministern Abd al-Karim Qasim hade den mesta makten. Qasim avrättades sedermera i den efterföljande statskuppen 1963 och ar-Ruba'i blev tvungen att dra sig tillbaka från politiken. Han avled två år senare 1965.